# У Маньтан, Иоанн Батист
Иоанн Батист У Маньтан (1883 г., Сихэтоу, провинция Хэбэй, Китай — 29.06.1900 г., Сяолуи, провинция Хэбэй, Китай) — святой Римско-Католической Церкви, мученик.

## Биография
Иоанн Батист У Маньтан родился в 1883 году в католической семье в населённом пункте Сихэтоу, провинция Хэбэй.
В 1899 году в Китае началось ихэтуаньское восстание боксёров, во время жестоко преследовались христиане. Иоанн Батист У Маньтан вместе со своей семьёй бежал от преследований в окрестности деревни Сяолуи, где скрывался в лесу. 29 июня 1900 года повстанцы обнаружили Иоанна Батиста У Маньтана в его укрытии. Боксёры спросили Иоанна Батиста У Маньтана является ли тот христианином и получив утвердительный ответ, сразу же убили его.

## Прославление
Иоанн Батист У Маньтан был беатифицирован 17 апреля 1955 года Римским Папой Пием XII и канонизирован 1 октября 2000 года Римским Папой Иоанном Павлом II вместе с группой 120 китайских мучеников.
День памяти в Католической Церкви — 9 июля.

## Источник
- George G. Christian OP, Augustine Zhao Rong and Companions, Martyrs of China, 2005, стр. 81  (англ.)